# Даніель Зандерс
Даніель Зандерс (нім. Daniel Sanders; 12 листопада 1819, Нойштреліц, Мекленбург   — 11 березня 1897, Нойштреліц)  — німецький мовознавець, лексикограф, політик-демократ і публіцист.

## Короткий життєпис
Даніель Зандерс був другим сином єврейського купця Генделя Зандерса і його дружини Амалії. Спочатку він відвідував єврейську вільну школу в Штреліці, а потім гімназію Каролінум (Gymnasium Carolinum) там же. По отриманні середньої освіти у Берліні він вивчав математику і природничі науки у Йогана Деріхле, Якоба Штайнера і Йогана Енке. У філології його вчителями були Август Бьок і Якоб Грімм, а філософію він вивчав у Фрідріха Тренделенбурга. По студіях захистив дисертацію і отримав ступінь доктора у Галле (Заале) в 1842 році. У тому ж році він був запрошений старшим викладачем у рідну єврейську школу в Штреліці, де невдовзі став лідером.
Завдяки знайомству з Адольфом Гласбреннером він засвоїв ідеї демократії та громадянських прав. У рамках реформаторського руху 1848 року Даніель Сендерс швидко став одним з демократичних лідерів у Мекленбурзі-Штреліці. У 1848 році він був редактором «Вендського посланця» (Wendischen Boten) і «Листків вільного народу» (Blätter für freies Volksthum), рупором союзу реформаторів Штрелітце. У 1850 році він був одним із запрошених від Мекленбургу до демократського конгресу Брауншвейга, але фактично він не брав в ньому участі. Після закриття його школи в 1852 році через її демократичну орієнтацію він працював приватним вченим, займався лінгвістичними дослідженнями, лексикографію і публіцистикою.
Його педагогічна заангажованість проявилася на Першій орфографічній конференції 1876 року і під час наступних публічних дебатів. Він відстоював ліберальну, лінгвістично орієнтовану концепцію німецької орфографії, у своїх «мовних листах», які були опубліковані вже після його смерті, боровся за ліпше використання німецької мови як учнями, так і дорослими
У 1877 р. Даніелю Зандерсу великим герцогом Штреліца було надане звання професора і у 1889 р. почесного громадянина свого рідного міста.

## Наукова діяльність
Вже в 1852 р., а потім і в 1853 р. Зандерс викликав сенсацію своєю яскравою і принциповою критикою словника братів Грімм, опублікованого в його перших випусках. Однак критична експертиза наукового аутсайдера призвела до того, що Зандерс був повністю ігнорований в університетських колах, а його пізніша словникова робота незаслужено не була оцінена наукою того часу. Він сам мав намір створити кращий і більш корисний словник, а тому прагнув — новина! — ще до початку роботи ясно відзначити основні особливості такої роботи. У 1860—1865 рр. він опублікував у двох томах і трьох частинах Словник німецької мови на часовому проміжку від Лютера до сьогодення (Wörterbuch[s] der Deutschen Sprache. Mit Belegen von Luther bis auf die Gegenwart). Відповідно до свого власного розуміння він створив словник для практичного використання і його значення вимірюється хоча б тим фактом, що видання набагато більш широкого словника братів Грімм, розпочате у 1852 р., завершився лише в 1960 р.
На відміну від братів Грімм, Зандерс виходить з використання мови у теперішньому часі; він не хоче давати лінгвістичну історію відповідного слова і розглядає етимології більше на полях, де вони корисні для роз'яснення сенсу, але розглядає всю німецьку лексику, також як загально вживані запозичені слова. Він пропонує чітке і аналітичне розгортання різних сучасних значень слова, проілюстрованих належними поясненнями та відповідними доказами. Бере слова з німецької літератури від Лютера, а також з наукових праць, збірок прислів'їв і, що незвично для того часу, з періодичної літератури, за допомогою чого його словник влучно відображає мову сучасності. Серед бюргерської читацької публіки Зандерс мав великий успіх, який він міг розвинути і у численних подальших творах. Його однотомний кишеньковий словник німецької мови (Handwörterbuch der deutschen Sprache), який вперше з'явилася в 1869 р. і поширював лексику для практичного використання без доказів або етимологічних пояснень, витримав п'ять видань. Його «Короткий словник основних труднощів у німецькій мові», який вийшов в 1872 році вперше, задовольняв потреби аудиторії так добре, що в загальній складності до 1908 р. з'являвся у 31 виданні.
Науково-практичні досягнення Зандерса задокументовані в його бібліографії, яка складається з 35 окремих творів і численних окремих публікацій. Єврейський вчений Даніель Зандерс, розглядав свою словникову роботу як доказ «німецької працьовитості та інтимної любові до великої німецької батьківщини» та як «подарунок» німецькому народові. Він є одним з найважливіших німецьких лексикографів 19-го століття.